# 1785 na ciência

## Nascimentos
| Data        | Nome                          | Profissão         | Nacionalidade                  | Observações                                             | Ref         |
| ----------- | ----------------------------- | ----------------- | ------------------------------ | ------------------------------------------------------- | ----------- |
| 22 de março | Adam Sedgwick                 | geólogo           | Inglaterra                     | m. 1873 Medalha Wollaston 1851 Medalha Copley 1863      | [ 1 ] [ 2 ] |
| 19 de abril | Christian Gottfried Ehrenberg | biólogo e zoólogo | Sacro Império Romano-Germânico | m. 1876 Medalha Wollaston 1839 Medalha Leeuwenhoek 1875 | [ 1 ]       |

## Mortes
| Data           | Nome          | Profissão | Nacionalidade | Observações                 | Ref   |
| -------------- | ------------- | --------- | ------------- | --------------------------- | ----- |
| 6 de fevereiro | John Belchier | cirurgião | Reino Unido   | n. 1706 Medalha Copley 1737 | [ 2 ] |

## Prémios
Medalha Copley
- William Roy[2]